# Кировский сельсовет (Могилёвская область)
Ки́ровский сельсовет — упразднённая административная единица на территории Глусского района Могилёвской области Республики Беларусь.

## История
Образован 15 января 1971 года. Упразднён Решением Могилёвского облисполкома в 2009 году. Населённые пункты переданы в состав  Козловичского сельсовета Глусского района.

## Состав
Включал 10 населённых пунктов:
- Балашевичи — деревня.
- Бервы — деревня.
- Вильча — деревня.
- Долгий Лес — деревня.
- Заречье — деревня.
- Карповичи — деревня.
- Кировское — посёлок.
- Клещевка — деревня.
- Приворотье — деревня.
- Старое Село — деревня.